# 希望湖

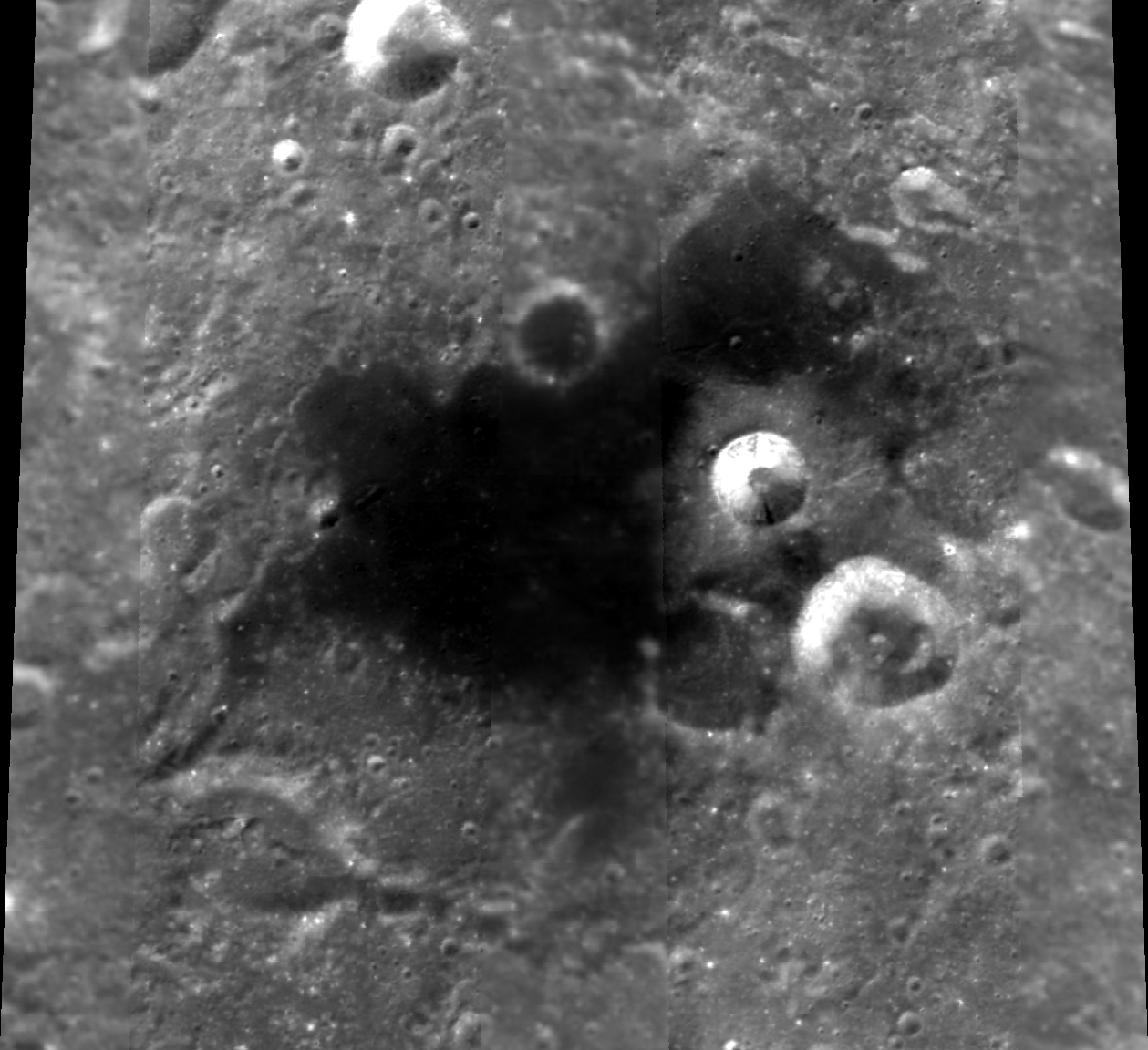
低太阳角度光照下，克莱门汀号拍摄的照片。

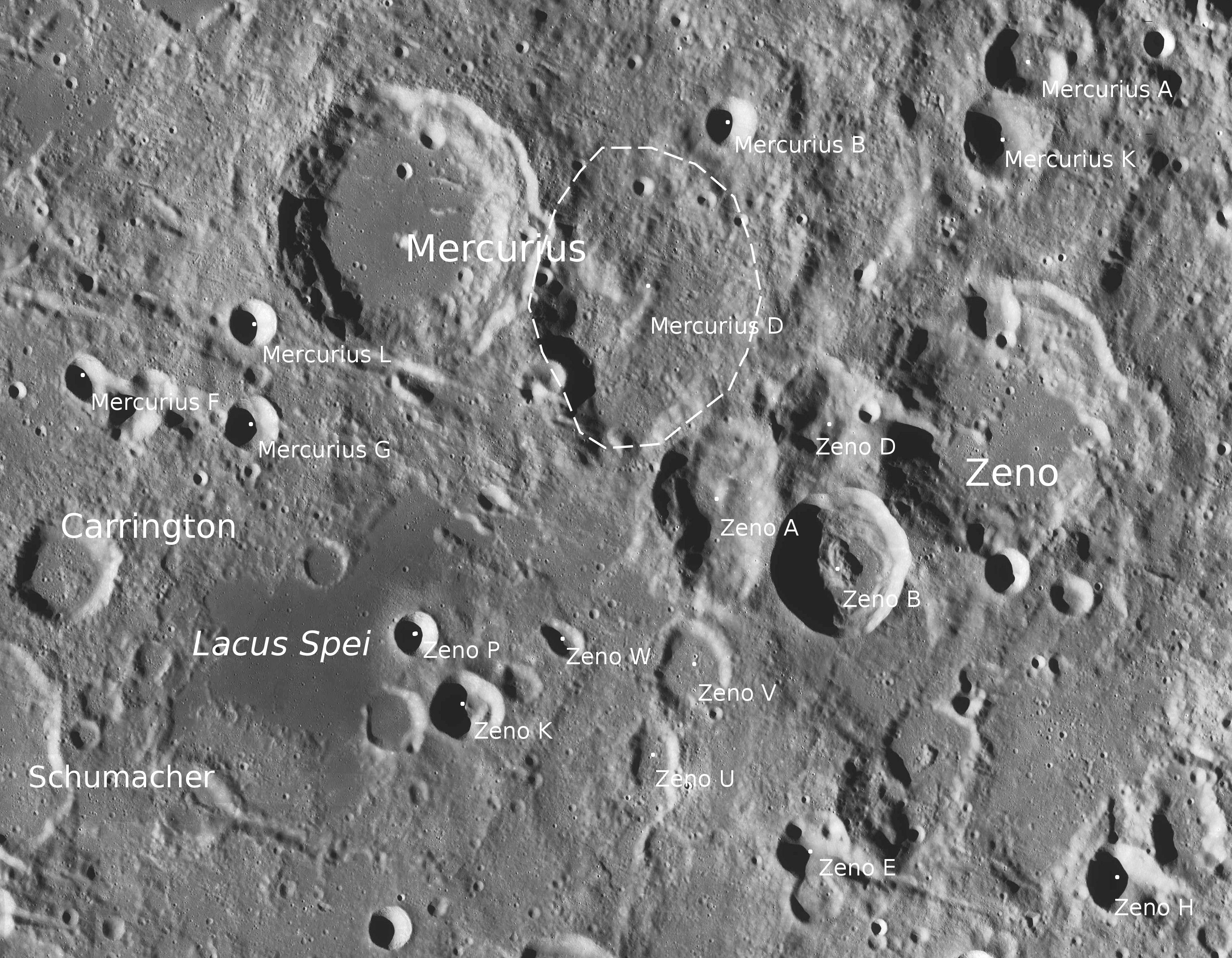
希望湖及周边地区图

希望湖（"Lacus Spei"，拉丁文意为“希望之湖”）是位于月球正面东北侧的一座小月海，大小约80×50公里，较相邻月湖表面更暗。

## 名称
1976年国际天文学联合会批准采纳了该月湖当前的名称，在此之前，它的命名颇为复杂。
它可能是1647年约翰·赫维留称之为 "Lacus Hyperboreus Inferior"和1651年乔瓦尼·里乔利称为"墨丘利"(Mercurius)的对象，"墨丘利"一名后被移作附近的一座陨石坑名。1834年约翰·海因里希·冯·马德勒将该月湖当作一座撞击坑，而以弗里德里希·格奥尔格·威廉·冯·斯特鲁维之名命名为"斯特鲁维"(Struve)。20世纪早期，"朱利叶斯·海因里希·弗朗茨"(Julius Heinrich Franz)又将该名转用于一座陨石坑，并称该湖为"斯特鲁维海"(Mare Struve)。1935年在玛莉·阿德拉·布莱格(Blagg)和卡尔·穆勒发表的月表对象目录中，它被国际天文联合会列入正式编目，编号第346号，名称为"斯特鲁维"；1963年-1966年"D.亚瑟"(D. Arthur )发表的月球撞击坑目录中，将"斯特鲁维"一名转用于以前被称为"奥托·斯特鲁维"的遥远陨石坑
。为避免混淆，原月湖区仍被称作斯特鲁维海。1976年国际天文联合会再次进行了更名，将原先的"斯特鲁维海"，重命名为"希望湖"(Lacus Spei)。

## 位置和附近特征
希望湖中心的月面坐标为43°30′N 65°12′E / 43.5°N 65.2°E，附近还有其它一些月海区，其中：最大的是位于西北80公里的时令湖，最接近希望湖的撞击坑：北面是以它的曾用名命名的墨丘利环形山、东北为芝诺环形山、西南分别坐落着舒马赫环形山和穆萨拉环形山，而卡林顿陨石坑则位于它的西侧。另外，散布在月湖四周的还有这些陨坑的卫星坑，其中："芝诺 P"和"芝诺 K"就坐落在它的东沿。这些只是截止2015年月湖附近已命名的撞击坑。

## 描述
希望湖形状不规则的形状，东北部的向外伸展突出。不像月球上其他大部分的月海区，你可看到，它并非位于撞击坑中，其发生的原因不清楚。
该月湖表面比所有相邻的月湖都暗，湖岸和陨石坑均已被熔岩覆盖，只有东部直径11公里的卫星坑"芝诺 P"周边覆盖了一层较亮的溅射物；月湖北侧可看到一些小皱岭。
希望湖表面位于月面基准高度下1.7-1.9公里，与相邻的时令湖处同一水平高度。